# Decoding the Tomb of Bansheebot
Decoding the Tomb of Bansheebot è il ventesimo album in studio del chitarrista statunitense Buckethead, pubblicato il 27 novembre 2007 dalla Hatboxghost Music.

## Descrizione
Annunciato contemporaneamente a Cyborg Slunks e Kevin's Noodle House (quest'ultimo insieme al batterista Brain), l'album presenta sonorità simili al precedente Pepper's Ghost, con il quale condivide anche lo stile compositivo, più lineare di quello di altri lavori di Buckethead. Il titolo fa riferimento a un personaggio fittizio creato dal chitarrista e menzionato per la prima volta nell'album di debutto Bucketheadland (nei brani Enter Slipdisc e Bansheebot vs. Buckethead).
Nel disco è presente il brano Sail on Soothsayer, dedicato alla zia Suzie, deceduta nel 2007. La canzone è collegata agli altri due brani dedicati alla memoria della zia: Soothsayer (dall'album Crime Slunk Scene del 2006) e Aunt Suzie (dal successivo album Cyborg Slunks). L'album contiene inoltre alcuni riferimenti alla "Haunted Mansion", una dark ride di Disneyland.
Il 15 novembre 2017 Buckethead ha ripubblicato l'album in formato vinile, caratterizzato da una nuova copertina e da un nuovo titolo, Ghost Host.

## Tracce
1. Materializing the Disembodied – 2:03
2. Asylum of Glass – 4:36
3. Ghost Host – 3:08
4. Killing Cone – 4:20
5. Bloodless – 4:05
6. Checkerboard Incision – 4:01
7. Circarama – 2:14 – assente nell'edizione LP
8. Disecto – 2:22
9. Pickwick's Lost Chapter – 0:33 – assente nell'edizione LP
10. I Can Only Carry 50 Chickens at a Time – 3:05
11. Stretching Lighthouse – 3:18
12. Hall of Scalding Vats – 6:24
13. Sail on Soothsayer (In Memory of Aunt Susie 1932-2007) – 6:28

## Formazione
- Buckethead – chitarra
- Dan Monti – basso, missaggio[1]